# Gammala
 (avril 2024).
La mise en forme du texte ne suit pas les recommandations de Wikipédia : il faut le « wikifier ».
Les points d'amélioration suivants sont les cas les plus fréquents. Le détail des points à revoir est peut-être précisé sur la page de discussion.
- Les titres sont pré-formatés par le logiciel. Ils ne sont ni en capitales, ni en gras.
- Le texte ne doit pas être écrit en capitales (les noms de famille non plus), ni en gras, ni en italique, ni en « petit »…
- Le gras n'est utilisé que pour surligner le titre de l'article dans l'introduction, une seule fois.
- L'italique est rarement utilisé : mots en langue étrangère, titres d'œuvres, noms de bateaux, etc.
- Les citations ne sont pas en italique mais en corps de texte normal. Elles sont entourées par des guillemets français : « et ».
- Les listes à puces sont à éviter, des paragraphes rédigés étant largement préférés. Les tableaux sont à réserver à la présentation de données structurées (résultats, etc.).
- Les appels de note de bas de page (petits chiffres en exposant, introduits par l'outil «  Source ») sont à placer entre la fin de phrase et le point final[comme ça].
- Les liens internes (vers d'autres articles de Wikipédia) sont à choisir avec parcimonie. Créez des liens vers des articles approfondissant le sujet. Les termes génériques sans rapport avec le sujet sont à éviter, ainsi que les répétitions de liens vers un même terme.
- Les liens externes sont à placer uniquement dans une section « Liens externes », à la fin de l'article. Ces liens sont à choisir avec parcimonie suivant les règles définies. Si un lien sert de source à l'article, son insertion dans le texte est à faire par les notes de bas de page.
- La présentation des références doit suivre les conventions bibliographiques. Il est recommandé d'utiliser les modèles {{Ouvrage}}, {{Chapitre}}, {{Article}}, {{Lien web}} et/ou {{Bibliographie}}. Le mode d'édition visuel peut mettre en forme automatiquement les références.
- Insérer une infobox (cadre d'informations à droite) n'est pas obligatoire pour parachever la mise en page.

Pour une aide détaillée, merci de consulter Aide:Wikification.
Si vous pensez que ces points ont été résolus, vous pouvez retirer ce bandeau et améliorer la mise en forme d'un autre article.
Ganmala (Chinois; 蒙古语), (1263 - 1302), Sa mère est la reine Huirenyu, la concubine royale de Kuokuozhen, du clan Hongjira. Elle a épousé Puyan Yilimiyu du clan Hongjira en tant qu'épouse et princesse officielle. En 1290, il fut nommé roi de Liang et quitta le Yunnan . En 1292, il reçut le titre de roi de Jin et s'installa à Mobei. Il mourut le 8 février 1302.
En 1323, Yuan Yingzong fut assassiné lors de l'incident de Nanpo. Le fils de Ganmala, Yesun Tiemuer, monta sur le trône et se proclama empereur, nommé empereur Taiding de la dynastie Yuan. En 1324, l'empereur Taiding honora son père Ganmala en tant qu'empereur. Il donna à Ganmala le titre de Xianzong, le titre posthume d'empereur Guangsheng Renxiao en chinois, et fut promu au temple ancestral impérial. En 1328, l’empereur Wenzong de la dynastie Yuan détruisit son temple.

## Biographie
Ganmala a été élevée par sa grand-mère, la reine reine Chabi, et il servait souvent son grand-père Kubilai Khan.
Au milieu de la dynastie Yuan, on lui ordonna de se rendre au nord de la ville. Lorsque le roi rebelle Yue Muhu'er et d'autres apprirent son arrivée, ils guettèrent le vent et demandèrent à se rendre. Puis Du'a, Chabal et d'autres rois envoyèrent des envoyés pour rechercher la paix, et la frontière devint paisible. "Quand je suis parti en expédition et stationné à Jinshan, il y avait beaucoup de neige. Je me suis assis dans la tente avec un feu. J'étais très heureux". Il a regardé autour de lui et a dit : « Le vent et la neige sont comme ça aujourd'hui. Il fait encore froid. à ma place avec vous. Ses serviteurs sont aussi des oreilles humaines. Ils ont des arcs et des flèches à la taille et des lames de lotus autour de la maison. " En plus, vous pouvez voir à quel point c'est amer. " Puis il ordonna au chef d'en préparer une grande quantité. de viande hachée, goûtez-la lui-même et donnez-la-lui. Lorsque Fu Xun Bu Qu sera libre, il dira « Tongjian » en mandarin. Il a prévenu son assistant Tai Buhua : « La cour impériale m'a envoyé un écran. Si quelque chose ne va pas, je vous aiderai. Il peut agir conformément à la situation et ne pas utiliser mes ordres. S'il est mineur, il le fera. " Si le peuple peut vivre dans la paix et la prospérité, et que le Seigneur n'aura pas à se soucier de regarder vers le nord, alors moi, vos ministres et d'autres seront heureux ici, et c'est ainsi que vous récompenserez le pays. »
En 1289, Shizu ordonna de chasser dans la forêt de saules parce qu'il vivait dans la zone frontalière depuis longtemps. Il a conduit la foule à Miaozhou . Craignant que la nourriture ne soit inégale parmi la population, il a ordonné aux ministres de gauche et de droite de la distribuer aux serviteurs. Il a quand même ordonné à la foule : « Vous avez assez à manger et à boire. attaquez à nouveau le peuple, vous serez puni et banni. Vous n'aurez aucun regret. " " Tout le monde est comme promis, et le peuple compte sur lui pour être en paix. De retour vers le nord, Shizu rendit visite à la capitale. Shizu lui dit : "Tu es dans la forêt de saules et les gens ne te dérangent pas. Je suis vraiment honoré."
Au cours de l'hiver 1290, il reçut le titre de roi de Liang, reçut le sceau d'or et quitta le Yunnan. En passant par Zhongshan et en passant par Huai et Meng au printemps suivant, il n'y avait pas moins d'un millier de soldats, chevaux, chameaux et subordonnés, et ils n'ont jamais capturé les gens.
En 1292, il fut rebaptisé roi de Jin et s'installa dans la prairie de Mobei. Il commanda les quatre grands offices de l'empire, les chevaux militaires et le territoire Dada. Il jeta également le sceau d'or du roi Jin et le lui conféra. sur lui. Zhongshu Shengchen a dit à Shizu : « Tous les rois ont établi leur propre histoire. Maintenant, le roi de Jin garde l'endroit où Taizu a établi sa fondation. Il pense qu'il est approprié que tous les rois en ajoutent davantage, et s'il vous plaît, écrivez une histoire ." Shizu a suivi cela, puis le roi de Bei'an, Fu Tugui, et le roi de Liang, Fu Muba, Lasha et la province du Yunnan Pingzhang Saiyang sont également une histoire interne. L'année prochaine, le manoir Neishi sera construit. L'année suivante, l'ancêtre de l'empereur mourut et le roi de Jin entendit parler de sa nécrologie et se précipita à Shangdu. Tous les rois et ministres étaient ici, et le roi de Jin a déclaré : « L'ancien empereur m'a ordonné de contrôler le nord et de défendre le pays. J'ai connu les affaires frontalières depuis longtemps et je suis prêt à servir. Ma mère et Les frères Tiemu'er sont filiaux et filiaux, et il convient d'hériter du trône. " Ainsi, son frère Chengzong monta sur le trône, et le roi de Jin retourna à sa résidence.
En 1295, la famine sévissait chez les Tata'er, ils ont fait appel à Xuanhui pour obtenir de l'aide. Il a également répondu que la population avait faim et a demandé au tribunal de lui apporter des secours. L'édit impérial accordait au roi des dizaines de millions de pièces de monnaie, mais il y avait une différence entre l'argent et la soie. L'impératrice douairière a rendu l'or du Yunnan et a envoyé Duo en cadeau. Au cours de l'hiver de cette année-là, il reçut l'ordre de prendre Zha San, qui connaissait les affaires du Conseil privé, et Alihan, qui connaissait les affaires du Huizheng Yuan, comme son histoire interne. Au cours de la deuxième année du règne de Dade, on lui ordonna de donner cinq cents shi au riz.
En 1301, Chengzong a distribué 10 millions de guan, en billets de banque, en raison du manque de fonctionnaires aux frontières.
Le roi de Jin était de nature généreuse et ses subordonnés étaient gentils. Au début de la dynastie Yuan, le fonctionnaire Shen Bo qui appartenait à la résidence était vieux, il demanda donc à son fils de le remplacer. L'histoire interne fut racontée au roi, et le roi dit : " Ce n'est que l'ordre de l'empereur. " Il se maintenait de cette manière, il était donc particulièrement apprécié par la cour. Cependant, défendre les pagodes et ordonner aux moines d’accomplir des services bouddhistes gaspillera une somme d’argent incroyable chaque année.
Le 8 février 1302, le roi Jin mourut à l'âge de quarante ans. Dix ans après la mort du roi, Yuan Renzong monta sur le trône et reçut le titre posthume de roi Xianwu de Jin. Le roi de Jin avait trois fils, à savoir Songshan, Yesun Timur etDieli Geerbuhua.
En aout 1323, Yuan Yingzong fut tué lors de l'incident de Nanpo ; en septembre, le fils de Gan Mala, le roi Yesun Tiemur de Jin, monta sur le trône et se proclama empereur dans la prairie de Mobei, devenant ainsi l'empereur Taiding de la dynastie Yuan.
Le 7 janvier 1324, l'empereur Taiding de la dynastie Yuan honora son père Gan Mala en tant qu'empereur. Gan Mala reçut le titre de temple Xianzong et son titre posthume en chinois était Empereur Guangsheng Renxiao. . En termes d'ordre de culte dans le Temple Ancestral, Xianzong Ganmala et ses jeunes frères Shunzong et Chengzong ont été inclus dans la deuxième à la quatrième chambre de Youmu dans l'ordre .
Le 15 août 1328, l'empereur Tai Ding de la dynastie Yuan mourut de maladie à Shangdu. En septembre de la même année, son plus jeune fils Asu Jiba monta sur le trône à Xanadu et se proclama empereur sous le nom d'empereur Yuan Tianshun. Au même moment, le fils de Yuan Wuzong, Yuan Wenzong, monta sur le trône à Dadu et se proclama empereur. Afin d'enquêter sur les soupçons de l'empereur Taiding d'avoir assassiné Yingzong pour s'emparer du trône, les deux parties se sont battues pendant un certain temps.
Le 14 novembre 1328, l'empereur Wenzong de la dynastie Yuan prit le contrôle de Shangdu et Yuxi, tandis que l'on ne savait pas où se trouvait l'empereur Yuan Tianshun après l'échec. Le 30 novembre 1328, l'empereur Wenzong de la dynastie Yuan a retiré le temple de Xianzong du temple ancestral impérial et a fait avancer Shunzong, Chengzong et d'autres dans l'ordre de Youmu en termes de titres officiels ,.

## Famille

### Parents
- Le prince Zhenjin fut nommé roi de Yan en 1261 et prince héritier en 1273. Il mourut en 1286. En 1293 , le fondateur de la dynastie Yuan reçut le titre posthume de prince Mingxiao. En 1294, l'empereur Chengzong de la dynastie Yuan le poursuivit comme empereur et s'appelait Yuan Yuzong.
- La princesse Kuokuozhen était vénérée comme impératrice douairière après que Yuan Chengzong soit monté sur le trône en 1294. Après sa mort en 1300, Yuan Chengzong lui a donné le nom posthume de reine Hui Renyu.

### Frères et sœurs
- Après la mort du prince Zhenjin 1286, l'empereur avait initialement prévu de faire de lui le prince héritier, mais il mourut de maladie en 1292. En 1307, l'empereur Külüg Khan le poursuivit en tant qu'empereur, avec le nom du temple Yuan Shunzong, et sa mère était la princesse Kuokuozhen.
- Chengzong, Tie Muer, reçut le titre de prince héritier en 1293. Après la mort de l'empereur Shizu de la dynastie Yuan en 1294, il monta sur le trône et se proclama empereur. Il mourut en 1307 et sa mère fut Princesse Kuokuozhen.
- La princesse de Zhao s'est soudainement égarée et a épousé Kuoli Jisi.
- La princesse Nan Abula de l'État de Lu a épousé Manzitai

### Epouses et enfants
- L'épouse principale Buyankhermish. En 1324, l'empereur Yesun Temur Khan lui donna le nom posthume de reine Xuanyi Shusheng.
  - Princesse Gyeguk, (v.1285 - 15/1/1316), épouse de Chungseon, première fille;
  - Sünshan, (v.1286 - 1309), roi de Liang en 1293, premier fils;
    - Wanchang, (v.1305 - 1328);

  - Yesun Temur Khan, (1293 - 15/8/1328), Khagan en 1323, deuxième fils;
- concubine Bai bai khai khatun;
- concubine Khushankhai khatun;
- de concubine inconnu;
  - Delger Buqa, (v.1294 - 1323), roi de Beining en 1307, roi de Xiangxiang en 1311, troisième fils; 
    - Balashili, (v.1310 - ap.1328);

  - Aratnabala, (v.1295 - ?), épouse de Jean (Shùān, 朮安), prince Öngüt, deuxième fille.
  - Princesse Shouning, (v.1296 - ?), épouse de Ma Zhen, troisième fille;

## Littérature liée
- « Histoire de la dynastie Yuan : biographie de Xianzong »
- "Histoire du Yuan" Volume 106 "Liste des concubines"
- Volume 107 de « Histoire de la dynastie Yuan » « Tableau de généalogie des clans »
- Volume 108 de « Histoire de la dynastie Yuan » « Liste des rois »
- Volume 109 de « Histoire de la dynastie Yuan » « Liste des princesses »

## Lectures complémentaires
Modèle:Wikisource further reading